# Paolo Vanini
Paolo Vanini (* 31. Januar 1963) ist ein Schweizer Finanzwissenschaftler und Finanzingenieur.

## Ausbildung
Nach Abschluss der Matura studierte Vanini von 1983 bis 1988 an der Universität Zürich Physik und schloss dort sein Studium in Theoretische Physik ab. Ab 1991 studierte er an der Eidgenössischen Technischen Hochschule Zürich und promovierte dort 1994 in Mathematik.

## Berufliche Werdegang
1995 kehrte Vanini zurück an die Universität Zürich, wo er bis 1998 als Research Associate am Institut für Empirische Wirtschaftsforschung tätig war. Seit dem Jahr 2000 arbeitet er bei der Zürcher Kantonalbank, bis 2004 im Bereich Risikomanagement und seither als Leiter Handel und Verkauf Strukturierter Produkte.  Parallel dazu ist er seit 2001 Assistenzprofessor, bis 2004 an der Universität der italienischen Schweiz in Lugano und seither am Swiss Banking Institute der Universität Zürich. Er forscht zudem auf dem Gebiet des Financial Engineering, der Applied Finance und des Risikomanagements.
Darüber hinaus referiert er und publiziert regelmässig Arbeitspapiere und Studien zu Themen wie Risikomanagement und Portfoliomanagement, unter anderem auch in verschiedenen internationalen Fachpublikationen wie in John C. Hulls „Journal of Risk“, im „European Finance Review“, im „Journal of Economic Dynamics and Control“ oder im „Journal of Banking and Finance“. Für das Arbeitspapier „Equilibrium Impact of Value-At-Risk“ wurde Vanini 2003 zusammen mit den Co-Autoren Markus Leippold und Fabio Trojani von der Deutschen Gesellschaft für Finanzwirtschaft (DGF) mit dem „Outstanding Paper Award“ ausgezeichnet. 2004 wurde das zusammen mit Markus Leippold verfasste Arbeitspapier „The Quantification of Operational Risk“ bei den „Operational Risk Achievement Awards“ in London in der Kategorie „Academic paper of the year“ mit „Highly Commended“ ausgezeichnet. Seit 2006 ist er zudem Leiter Knowledge Transfer des Swiss Finance Institute und seit 2008 Vizepräsident des Schweizerischen Verbands für Strukturierte Produkte.

## Familie
Paolo Vanini ist verheiratet und Vater zweier Kinder.